# Sideritis cypria
Sideritis cypria є видом квіткових рослин з родини Lamiaceae. 

## Морфологічна характеристика
Прямовисна заввишки 60 см, багаторічна трав'яниста рослина з дерев'янистою основою, з густо запушеними чотиригранними пагонами. Листки супротивні, прості, туманно-пилчасті, густо волосисті, товсті, зворотно-ланцетні, 3–12 × 1–5 см. Квітки зигоморфні, віночок яскраво-жовтий. Цвіте з червня по серпень. Плід 4-горішковий.

## Розповсюдження та середовище існування
Дуже рідкісний і вразливий вид, ендемік Кіпру. Обмежено хребтом Пентадактилос. Населяє орієнтовані на південь, сухі вапнякові скелі, на висотах 300–900 метрів.

## Галерея

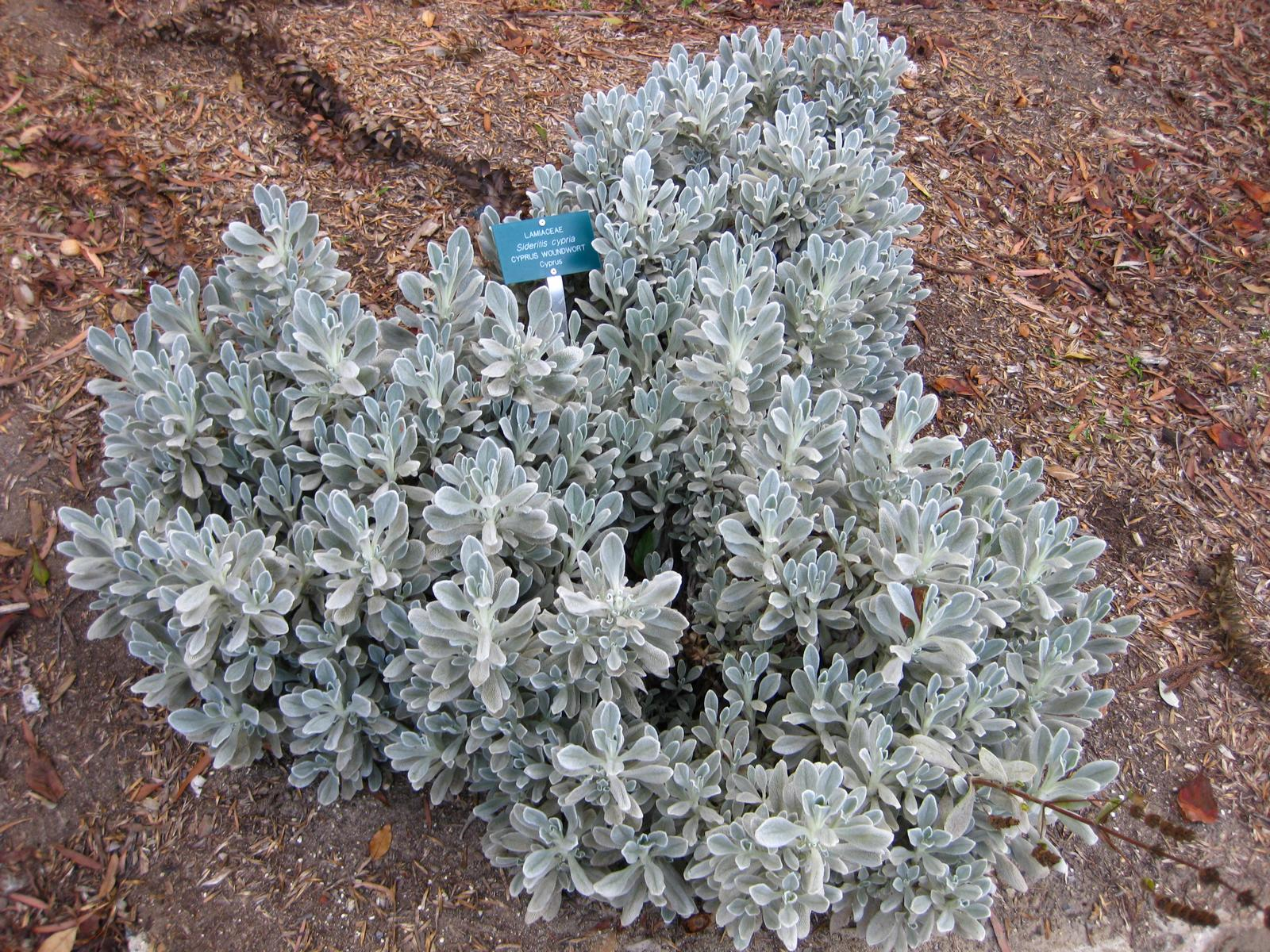
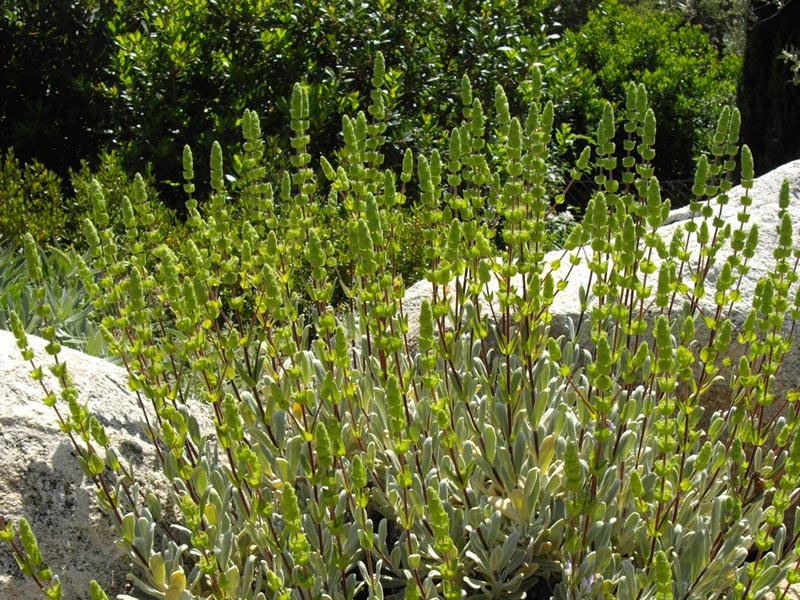